# Quimper
Quimper (Kemper in bretone) è un comune francese di 64 530 abitanti (al 1º gennaio 2022), capoluogo del dipartimento del Finistère (Penn-ar-Bed in bretone). Essa si trova nella regione Bretagna, la regione più occidentale della Francia.
È l'antica capitale della regione storica della Cornovaglia francese. I suoi abitanti si chiamano Quimpérois.

## Storia
La città fu fondata alla confluenza (kemper in bretone) di due fiumi, lo Steir e l'Odet, come capitale del reame di Cornovaglia, sotto il patronato di san Corentino. Secondo la leggenda, il re Gradlon, dopo la distruzione della sua capitale mitica Ys, avrebbe dato il territorio della futura città a san Corentino (Kaourintin in bretone).
La città fu divisa tra il suo vescovo ed il conte di Cornovaglia, in seguito divenuto duca di Bretagna.

### Simboli
Lo stemma appare nell'Armorial Général de France del 1696.

## Monumenti e luoghi d'interesse
- La cattedrale di Saint-Corentin, un piccolo gioiello dell'arte gotica in Bretagna costruito tra il Duecento e il Quattrocento, con peculiare deviazione dell'asse della navata centrale.
- Altre chiesette (Locmaria, Saint-Mathieu, Kerfeunteun, Ergue-Armel…)
- Centro storico con palazzi e architetture medievali
- Il quartiere di Locmaria con la sua chiesa romanica del XII secolo.
- Museo delle belle arti (vicino alla cattedrale), il museo dipartimentale bretone.
- Museo Faience

## Società

### Evoluzione demografica
Abitanti censiti

## Cultura

### Eventi
- Festival della Cornovaglia: balli tradizionali (l'ultimo fine settimana di luglio)

## Amministrazione

### Gemellaggi
Quimper è gemellata con le seguenti città:
- Foggia, dal 2011[5]
- Limerick, dal 1981
- Remscheid, dal 1971
- Ourense
- Laurio, dal 2009
- Yantai